# 上原美幸
上原 美幸（うえはら みゆき、1995年11月22日 - ）は、日本の陸上競技選手。専門は中距離走・長距離走・マラソン。鹿児島市立鹿児島女子高等学校卒業。

## 経歴
鹿児島女高2年時の2013年1月に行われた全国女子駅伝では鹿児島県代表として1区にエントリー。2位の小原怜（岡山）に11秒差をつけて区間賞を獲得。優秀選手にも選出された。なお、この時の19分00秒というタイムは永山育美と並ぶ区間歴代2位タイである（2016年現在）。
2015年7月に行われたホクレンディスタンスチャレンジ北見大会女子5000mで15分21秒40で2位に入りリオデジャネイロオリンピック女子5000m参加標準記録を突破。さらに2016年6月に行われた第100回日本陸上競技選手権大会（パロマ瑞穂スタジアム）同種目で15分33秒49で5位に入った。この結果をもって、リオデジャネイロ五輪女子5000m・日本代表選手に初選出された。
2016年8月16日に行われたリオ五輪 陸上 女子5000m、予選第1組で7着（15分23秒41）に入り、記録により決勝へ進出した。2016年8月19日に行われた決勝では15分34秒97で15位だった。レース後、思い切って飛び出したことに悔いはない。メダルを争う力がないことは悔しい。今後はスピードを磨いてマラソンにも挑戦したいと記者に語った。
2018年9月16日のベルリンマラソンで、上原自身初めてのフルマラソンに挑戦。同マラソンで2時間18分11秒と、世界女子歴代4位の好タイムで優勝したグラディス・チェロノ（ケニア）らの、レース前半から超ハイペースにはついていかず、自ら5Kmラップ17分30秒前後のペースを維持。中間点を1時間13分27秒で通過後、レース後半に入るとネガティブスプリットでペースを上げ、35Km付近で小原怜（天満屋）を逆転。結果ゴールタイムは2時間25分46秒と、女子総合9位・日本人3着と健闘した。
2019年3月10日の名古屋ウィメンズマラソンに2度目のマラソンに出走。レース序盤から30Km付近まで、先頭集団に加わる積極性を見せながら走行。30Km地点を過ぎた後で優勝争いからは脱落するも、その後も大きくペースダウンする事無く、初マラソンよりも約1分半更新する、2時間24分19秒で総合9位・日本人3着に入り、マラソングランドチャンピオンシップ（MGC・2020年東京オリンピック女子マラソン選考会）出場権を獲得する。ゴール後の上原は「想定したレースができて良かった」と笑顔を浮かべ、山下佐知子監督も「実力通りの結果。（海外勢のペースアップに）反応出来なかったが、伸び代でいうと一番有る」と納得のコメントを述べていた。
2019年9月15日に開催された、2020年東京五輪選考会のマラソングランドチャンピオンシップ・女子マラソンに出場。序盤から5km毎のラップが16分台のハイペースについていき、その後は2位グループの集団に加わるも、10Km地点を過ぎた後で完全脱落。15Km過ぎでは、後方から野上恵子（十八銀行）に追い抜かれて以降、最下位を走行する苦しいレースとなる。中間点は1時間15分15秒も掛かり、それでも上原はゴールを目指して暫く走り続けてたが、結局30Km地点を過ぎて途中リタイアに終わった。
2021年6月末に第一生命グループを退社し、7月に鹿児島銀行に入社。陸上部に所属。

## 主な記録
| 年     | 大会                         | 種目           | 順位     | 備考                 |
| ------ | ---------------------------- | -------------- | -------- | -------------------- |
| 2011年 | 都道府県対抗女子駅伝         | 8区            | 区間6位  | 鹿児島県17位         |
|        | 第66回国民体育大会・山口     | 少年女子B1500m | 11位     |                      |
| 2012年 | 都道府県対抗女子駅伝         | 1区            | 区間23位 | 鹿児島県18位         |
|        | 千葉国際クロスカントリ－     | ジュニア5㎞    | 3位      |                      |
|        | 福岡国際クロスカントリ－     | ジュニア6㎞    | 優勝     |                      |
|        | 新潟インターハイ             | 1500m          | 6位      |                      |
|        | 新潟インターハイ             | 3000m          | 3位      | 日本人選手1位        |
|        | 第67回国民体育大会           | 少年女子A3000m | 7位      |                      |
| 2013年 | 都道府県対抗女子駅伝         | 1区            | 区間賞   | 鹿児島県11位         |
|        | 千葉国際クロスカントリ－     | ジュニア5㎞    | 優勝     |                      |
|        | 福岡国際クロスカントリ－     | ジュニア6㎞    | 5位      |                      |
|        | 大分インターハイ             | 1500m          | 16位     |                      |
|        | 全国高校駅伝女子             | 1区            | 区間17位 | 鹿児島女子高23位     |
| 2014年 | 都道府県対抗女子駅伝         | 2区            | 区間27位 | 鹿児島県16位         |
|        | 全日本実業団陸上             | Jr3000m        | 3位      |                      |
|        | クイーンズ駅伝               | 1区            | 区間3位  | 第一生命グループ5位  |
| 2015年 | 都道府県対抗女子駅伝         | 1区            | 2位      | 鹿児島県16位         |
|        | 第70回国民体育大会           | 成年女子5000m  | 7位      |                      |
|        | クイーンズ駅伝               | 3区            | 区間2位  | 第一生命グループ6位  |
| 2016年 | 都道府県対抗女子駅伝         | 1区            | 13位     | 鹿児島県13位         |
|        | 第100回日本選手権            | 5000m          | 5位      |                      |
|        | 第100回日本選手権            | 10000m         | 7位      |                      |
|        | リオデジャネイロオリンピック | 5000m          | 15位     |                      |
|        | クイーンズ駅伝               | 3区            | 区間7位  | 第一生命グループ2位  |
| 2017年 | 都道府県対抗女子駅伝         | 9区            | 6位      | 鹿児島県11位         |
|        | 第101回日本選手権            | 10000m         | 3位      |                      |
|        | 世界陸上ロンドン大会         | 10000m         | 24位     |                      |
|        | クイーンズ駅伝               | 3区            | 区間4位  | 第一生命グループ4位  |
| 2018年 | 第102回日本選手権            | 5000m          | 5位      |                      |
|        | 第102回日本選手権            | 10000m         | 12位     |                      |
|        | ベルリンマラソン2018         | マラソン       | 9位      |                      |
|        | クイーンズ駅伝               | 3区            | 区間21位 | 第一生命グループ12位 |
| 2019年 | 名古屋ウィメンズマラソン2019 | マラソン       | 9位      | MGC出場権獲得        |
|        | 第103回日本選手権            | 5000m          | 12位     |                      |
|        | MGC(ﾏﾗｿﾝｸﾞﾗﾝﾄﾞﾁｬﾝﾋﾟｵﾝｼｯﾌﾟ)   | マラソン       | DNF      |                      |
|        | クイーンズ駅伝               | 3区            | 区間5位  | 第一生命グループ11位 |